# Fate of a Dreamer
Fate of a Dreamer è l'unico album in studio del gruppo musicale olandese Ambeon, pubblicato nel 2001 dalla Transmission Records.

## Descrizione
Anticipato dal singolo Cold Metal, l'album contiene dieci brani basati su precedenti pubblicazioni degli Ayreon (altro progetto del polistrumentista Arjen Anthony Lucassen) con nuovi testi e melodie interamente composte dalla cantante Astrid van der Veen.

## Tracce
Testi di Astrid van der Veen (eccetto tracce 5 e 10), musiche di Arjen Anthony Lucassen.
1. Estranged – 2:47
2. Ashes – 5:29
3. High – 4:12
4. Cold Metal – 6:50
5. Fate – 7:39
6. Sick Ceremony – 3:44
7. Lost Message – 4:30
8. Surreal – 4:37
9. Sweet Little Brother – 6:06
10. Dreamer – 5:17

Contenuto bonus nella Expanded Edition
- CD 1 – Bonus Tracks

1. Cold Metal (Single Version) – 3:48
2. Merry-Go-Round – 4:45
3. High (Remix) – 3:29

- CD 2 – The Unplugged Recordings

1. Actual Fantasy – 1:25
2. Valley of the Queens – 2:39
3. Ashes – 3:15
4. Charm of the Seer – 3:29
5. Castle Hall – 4:33
6. Estranged – 2:49
7. Temple of the Cat – 3:32
8. Isis and Osiris – 6:09
9. High – 3:43
10. Garden of Emotions – 4:31
11. Sick Ceremony – 3:02
12. House on Mars – 5:22
13. Lost Message – 3:42
14. Into the Black Hole/Cold Metal – 5:10

## Formazione
Gruppo
- Astrid van der Veen – voce, cori
- Arjen Lucassen – chitarra acustica ed elettrica, tastiera analogica, campionatore, effetti sonori

Altri musicisti
- Stephen van Haestregt – batteria e percussioni acustiche ed elettroniche
- Walter Latupeirissa – basso, basso fretless
- John McManus – low whistle e uilleann pipes (tracce 1, 3 e 7)
- Pat McManus – fiddle (tracce 3 e 7)
- Lana Lane – cori riprodotti al contrario (tracce 3 e 9)
- Erik Norlander – sintetizzatore aggiuntivo (tracce 8 e 9)

Produzione
- Arjen Anthony Lucassen – produzione, registrazione, missaggio
- Sascha Paeth – mastering
- Angelique van Woerkom – artwork
- Carsten Drescher – layout